# Gagowo
Gagowo (bułg. Гагово) – wieś w Bułgarii, w obwodzie Tyrgowiszte, w gminie Popowo. W 2024 roku liczyła 693 mieszkańców.